# Нижний Тюхтет
Нижний Тюхтет — деревня в Бирилюсском районе Красноярского края России. Входит в состав Зачулымского сельсовета. Находится на правом берегу реки Тюхтет (приток Чулыма), примерно в 12 км к западу от районного центра, села Новобирилюссы, на высоте 186 метров над уровнем моря.

## Население
| 2010 |
| ---- |
| 5    |

Гендерный состав
По данным Всероссийской переписи населения 2010 года 3 мужчины и 2 женщины из 5 чел.
Национальный состав
Согласно результатам переписи 2002 года, в национальной структуре населения русские составляли 100 %.

## Улицы
В деревне всего одна улица (ул. Таёжная).